# 舞浜大橋
舞浜大橋（まいはまおおはし）は、一級河川旧江戸川の下流に架かる首都高速湾岸線と東京湾岸道路（国道357号）の橋。

## 概要
東京都江戸川区と千葉県浦安市の間に架かる橋で、中央に1978年（昭和53年）開通の首都高速湾岸線、その上流側に1984年開通の東京湾岸道路東行き（千葉方面）、下流側に1990年（平成2年）4月18日開通の湾岸道路西行き（東京方面）の橋が並行する。湾岸道路の橋には歩道も併設されている。西行きの橋は旧江戸川の道路橋としては最も河口側に位置し、さらにその海側にJR京葉線のトラス橋が架かる。
舞浜は浦安市の地名で、大型レジャー施設・東京ディズニーリゾートがある。その影響によりしばしば渋滞するため、オリエンタルランド社の負担により、ディズニーリゾート地区から首都高速湾岸線東京方面に直結する舞浜入口が2001年に新設された。

## 隣の橋
- 旧江戸川

（上流）浦安橋 - 第一江戸川橋梁 - 舞浜大橋・首都高速湾岸線 - 江戸川橋梁（下流）